# Чубовка (Самарская область)
Чубовка — село в Кинельском районе Самарской области. Административный центр сельского поселения Чубовка.

## История
Село основано в 1732 году во время строительства Ново-Закамской оборонительной линии («татарский вал»). Первое название села — «Фёдоровское» — было дано по фамилии старшины С. Фёдорова. Село имело и ещё одно название — «Верхняя Падовка» — по реке Падовке, в верховье которой и раскинулось село.
Первая церковь была построена в 1769 году и освящена во имя праздника Покрова Божьей Матери. В 2009—2010 годах была перестроена в камне.
В 1928 году сельские индивидуальные хозяйства были объединены в колхоз «Путь к коммунизму».
В годы Великой Отечественной войны (1941—1945) на фронт ушло 400 жителей сёл Сырейка и Чубовка, 122 из них обратно не вернулись. В 1985 году в селе воздвигнут памятник защитникам Родины.
В 1950-е годы в селе начали развиваться нефтепромыслы. С ростом нефтедобычи были построены новые дома, больница. Два местных нефтяника — Николай Данилович Мухин и Алексей Степанович Филиппенко — были представлены к званию Герой Социалистического Труда (Филиппенко получил звание в 1971 году).
В условиях перехода к рыночной экономике на базе колхозного имущества были созданы два предприятия: ООО «Нива» и фермерское хозяйство «Фокино», специализирующиеся на производстве зерна и мяса.

## Население
| 2010 |
| ---- |
| 2249 |

## Известные уроженцы
- Геннадий Гаврилович Юхтин (1932—2022) — народный артист РФ.
- Владимир Константинович Авдеев (род. 1941) — генерал-лейтенант.